# 清武町西新町
清武町西新町（きよたけちょうにししんまち）とは、宮崎県宮崎市および旧宮崎郡清武町の地名。清武地域自治区に属している。郵便番号は889-1613。

## 地理
宮崎市の中南部、清武川の右岸（西岸）に位置する。もともと宮崎郡清武町の一部であった。旧清武町役場が置かれ、清武町の行政の中心であった。北方を清武町船引、南方を清武町今泉、清武町岡と接する。

## 歴史
1981年から清武町（2010年以降は宮崎市）施行で実施された岡土地区画整理事業地区のうち、岡川北岸の宮崎市清武総合支所周辺地域をもって2013年に発足した町名である。
- 2013年10月15日 - 岡土地区画整理事業の換地処分により西新町および岡一丁目・岡二丁目・岡三丁目が新設される[4][5]。
  - 当時は清武町合併特例区の設置期間中であったため、住所表示としての「清武町」は合併特例区のことを指していた。
- 2015年3月23日 - 清武町合併特例区の設置期間満了・清武地域自治区への移行に伴い、見かけ上の住所表示を変更しないようにする目的で「西新町」から「清武町西新町」へ改称される[6]。

## 世帯数と人口
2023年（令和5年）3月1日現在の世帯数と人口は以下の通りである。
| 町丁         | 世帯数  | 人口  |
| ------------ | ------- | ----- |
| 清武町西新町 | 123世帯 | 256人 |

## 小・中学校の学区
市立小・中学校に通う場合、学区は以下の通りとなる。
| 町名         | 小学校             | 中学校             |
| ------------ | ------------------ | ------------------ |
| 清武町西新町 | 宮崎市立清武小学校 | 宮崎市立清武中学校 |

## 交通

### バス
宮交グループの運営するバスが営業している。

### 道路
- 宮崎県道13号高岡郡司分線

## 施設
- 宮崎市清武総合支所
- 宮崎市清武文化会館
- 清武郵便局
- 宮崎南警察署清武交番
- 宮崎市清武児童文化センター